# Isola Prater
L'isola Prater (in tedesco Praterinsel), si trova accanto alla  Museumsinsel, a Monaco di Baviera, ed è una delle due isole con costruzioni ed abitate della città sul fiume Isar.

## Geografia
L'isola ha una lunghezza di 524 metri e una larghezza massima di 95 metri, e conta una superficie di 3,6 ettari. A nord l'isola viene attraversata dal Ponte Massimiliano, che porta verso il Maximilianeum.
Sull'isola si trova il Museo delle Alpi.
L'isola è raggiungibile tramite vari ponti pedonali come il ponte Mariannenbrücke, Kabelsteg o il Wehrsteg.